# Анцистрокактус короткокрючковый
Анцистрокактус короткокрючковый (лат. Ancistrocactus brevihamatus, Sclerocactus brevihamatus) — вид кактусов из рода Анцистрокактус.

## Описание
Стебель тёмно-зелёный, шаровидный или яйцевидный, одиночный, 8—10 см высотой и 5—7 см в диаметре. Рёбра (11—12) состоят из крупных конусовидных сосочков. Радиальные колючки (10—15) серовато-белые, тонкие, прямые, 1—2 см длиной. 4 центральные колючки,  беловатые, крючковидные, жёсткие, 3—4 см длиной.
Цветки зеленовато-белые или светло-желтые с пурпурным оттенком цветки в длину достигают трех сантиметров. Плоды с тонкими перегородками, 1—1,5 см длиной.

## Размножение
Размножается анцистрокактус семенами.

## Распространение
Анцистрокактус короткокрючковый распространён в США (Техас).